# Apamea in Syria
Apamea in Syria (łac. Archidioecesis Apamenus in Syria) – stolica historycznej archidiecezji w Cesarstwie Rzymskim (prowincja Syria Secunda), współcześnie w Syrii. Od XIX w. katolickie arcybiskupstwo tytularne. Początkowo istniała tylko jedna, rzymskokatolicka archidiecezja tytularna, jednak w XX wieku zostały ustanowione podobne jednostki dla obrządków: syryjskokatolickiego (1963), maronickiego (1973 - w randze diecezji) oraz melchickiego (1980). Jedynym obsadzonym biskupstwem jest diecezja maronicka, której tytularnym ordynariuszem jest biskup kurialny Antiochii, Rafik Warcha.

## Biskupi i arcybiskupi tytularni

### Arcybiskupi rzymskokatoliccy
| Lp. | Biskup              | Funkcja                                                               | Od                  | Do               |
| --- | ------------------- | --------------------------------------------------------------------- | ------------------- | ---------------- |
| 1   | Pietro Mashad       |                                                                       | 1857                | 23 lipca 1880    |
| 2   | Antonio Briganti    | emerytowany biskup Orvieto (Włochy)                                   | 2 października 1882 | 2 sierpnia 1906  |
| 3   | Giuseppe Ridolfi    | delegat apostolski w Meksyku                                          | 6 sierpnia 1906     | 10 sierpnia 1912 |
| 4   | René-François Renou | emerytowany arcybiskup Tours (Francja)                                | 2 sierpnia 1913     | 1 marca 1920     |
| 5   | Clemente Micara     | nuncjusz apostolski                                                   | 7 maja 1920         | 22 lutego 1946   |
| 6   | Luigi Arrigoni      | nuncjusz apostolski                                                   | 31 maja 1946        | 6 lipca 1948     |
| 7   | Paolo Pappalardo    | delegat apostolski, internuncjusz, następnie urzędnik Kurii Rzymskiej | 7 sierpnia 1948     | 6 sierpnia 1966  |
| 8   | Eris O’Brien        | emerytowany arcybiskup Canberry-Goulburn (Australia)                  | 29 listopada 1966   | 28 lutego 1974   |

### Arcybiskupi syryjskokatoliccy
| Lp. | Biskup                                            | Funkcja                                          | Od                  | Do               |
| --- | ------------------------------------------------- | ------------------------------------------------ | ------------------- | ---------------- |
| 1   | Clément Ignace Mansourati arcybiskup pro hac vice | biskup pomocniczy patriarchatu Antiochii (Liban) | 1 maja/6 lipca 1963 | 11 sierpnia 1982 |

### Arcybiskupi melchiccy
| Lp. | Biskup            | Funkcja                                          | Od               | Do                |
| --- | ----------------- | ------------------------------------------------ | ---------------- | ----------------- |
| 1   | Jean Mansour SMSP | biskup pomocniczy patriarchatu Antiochii (Liban) | 19 sierpnia 1980 | 17 listopada 2006 |
| 2   | Joseph Khawam     | biskup pomocniczy egzarcha apostolski Wenezueli  | 20 grudnia 2019  |                   |

### Biskupi maroniccy
| Lp. | Biskup                                         | Funkcja                                          | Od             | Do              |
| --- | ---------------------------------------------- | ------------------------------------------------ | -------------- | --------------- |
| 1   | Ignace Abdo Khalifé SJ arcybiskup pro hac vice | biskup pomocniczy patriarchatu Antiochii (Liban) | 20 marca 1970  | 25 czerwca 1973 |
| 2   | Antoine Joubeir arcybiskup pro hac vice        | biskup pomocniczy Trypolisu (Liban)              | 12 lipca 1975  | 4 sierpnia 1977 |
| 3   | Paul-Emile Saadé                               | biskup pomocniczy Antiochii                      | 2 maja 1986    | 5 czerwca 1999  |
| 4   | Rafik Warcha                                   | biskup kurialny Antiochii                        | 14 lutego 2018 |                 |